# Jesper Ehrencreutz
Jesper Elieson Ehrencreutz, född 4 november 1648 i Avesta socken, död i juni 1722 i Stockholm, var en svensk köpman, brukspatron och riksdagsman. Han var far till Olof Benjamin Ehrencreutz.

## Biografi
Jesper Elieson föddes 1648 i Avesta socken. Han var son till bruksbokhållaren Elias Jespersson vid Malingsbo bruk och Barbro Nyman. Som ung lärde han sig kunskaper om bruks- och gruvdrift innan han kom till Stockholm där han slog sig på handel. Han lyckades bra och tjänade snabbt ihop en betydande förmögenhet. 1680 köpte han Lundby säteri i Frustuna socken, där han åtminstone 1682-1686. Lundby drogs visserligen 1689 in till kronan men kom att underläggas Lundholms bruk, där Jesper Eliesson redan 1679 fått tillstånd att anlägga två masugnar. 1685 fick han privilegier för kanontillverkning vid bruket. 1690 flyttades på grund av bristen på malm och vattenkraft styckebruket till Ehrendal medan masugnarna blev kvar på dess gamla plats. Han adlades 1695 och var riksdagsledamot för ridderskapet och adeln vid riksdagarna 1697, 1713–1714, 1719 och 1720.
År 1699 köpte Jesper Ehrencreutz det efter honom uppkallade Ehrencreutzska huset i kvarteret Palamedes vid Stora Nygatan 22 i Stockholm. Han begravdes i Frustuna kyrka.

### Familj
Ehrencreutz gifte sig 12 november 1678 med Gundborg Andersén (1662–1751), dotter till handelsmannen Tomas Andersén och Sara Nyman. De fick tillsammans barnen Elias Jesper Eliaeson (1679–1682), Sara Ehrencreutz (1681–1723) som var gift med borgmästaren Olof von Brehmer, Barbro Ehrencreutz (1682–1760) som var gift med löjtnanten Efraim Köhn och lantmästare ANders Anderson i Västmanlands län, Christina Eliaeson (1684–1694), Margareta Eliaeson (1686–1694), kornetten Tomas Ehrencreutz (1688–1709) vid Dückers dragonregemente, Gundborg Ehrencreutz (1691–1702), Maria Eliaeson (1693–1694), Carolus Jesper Eliaeson (1694–1695), fänriken Elias Jesper Ehrencreutz (1696–1716), Hedvig Ehrencreutz (1697–1698), Carl Ehrencreutz (1697–1698), Christina Charlotta Ehrencreutz (1699–1751) som var gift med lagmannen Volmer Adolf Stackelberg, fänriken Carl Arent Ehrencreutz (1700–1727) vid Livgardet, assessorn och hovrättsrådet Olof Benjamin Ehrencreutz (1702–1772) i Svea hovrätt, Christina Johanna Ehrencreutz (1703–1703) och kammarherren Johan Ehrencreutz (1705–1763).